# Torneo de Singapur 2021
El Singapore Tennis Open 2021 fue un evento de tenis profesional de la categoría ATP 250 que se jugó en pistas duras. Se trató de la 1.a  y única edición del torneo que formó parte del ATP Tour 2021. Se disputó en Singapur, Singapur del 22 al 28 de febrero de 2021 en el OCBC Arena.

## Distribución de puntos
| Modalidad            | Campeón | Finalista | Semifinales | Cuartos de final | 2ª ronda | 1ª ronda | Clasificados | 2ª ronda de clasificación | 1ª ronda de clasificación |
| Individual masculino | 250     | 165       | 100         | 50               | 25       | 0        | 13           | 7                         | 0                         |
| Dobles masculino     | 250     | 150       | 90          | 45               | 20       | 0        | -            | -                         | -                         |

## Cabezas de serie

### Individuales masculino
| Tenista            | Ranking | Preclasificado |
| Adrian Mannarino   | 35      | 1              |
| John Millman       | 39      | 2              |
| Marin Čilić        | 43      | 3              |
| Aleksandr Búblik   | 45      | 4              |
| Yoshihito Nishioka | 58      | 5              |
| Radu Albot         | 85      | 6              |
| Lloyd Harris       | 91      | 7              |
| Soon Woo Kwon      | 97      | 8              |

- Ranking del 15 de febrero de 2021.[2]

### Dobles masculino
| Tenistas                         | Ranking | Preclasificado |
| Sander Gillé Joran Vliegen       | 75      | 1              |
| Rohan Bopanna Ben McLachlan      | 86      | 2              |
| Luke Bambridge Dominic Inglot    | 124     | 3              |
| Matthew Ebden John-Patrick Smith | 205     | 4              |

## Campeones

### Individual masculino
Alexei Popyrin venció a  Aleksandr Búblik por 4-6, 6-0, 6-2

### Dobles masculino
Sander Gillé /  Joran Vliegen vencieron a  Matthew Ebden /  John-Patrick Smith por 6-2, 6-3